# NGC 6076-1
NGC 6076-1 (другие обозначения — UGC 10253, MCG 5-38-23, ZWG 167.34, PGC 57409) — эллиптическая галактика (E) в созвездии Северная Корона.
Этот объект входит в число перечисленных в оригинальной редакции «Нового общего каталога».